# Steffania Uttaro
Steffania Loireth Uttaro Garcia (Valera, Venezuela; 24 de diciembre de 1996), más conocida como Steffania Uttaro es una cantante, compositora, actriz de doblaje venezolana. Se dio a conocer por su participación en la tercera temporada del programa La Voz Argentina transmitido por Telefe, y obteniendo el puesto de semifinalista de la mano de Ricardo Montaner.
Es miembro de la orquesta sinfónica Latin Vox Machine y del canal Pegamente en Youtube.
Actualmente reside en Buenos Aires, Argentina.

## Biografía
Steffania estudió Periodismo en la Universidad Rafael Belloso Chacín en la ciudad de Maracaibo, Venezuela, obteniendo el título de Licenciada en Comunicación Social. Durante su carrera universitaria realizó presencia en lugares reconocidos de Maracaibo como el Teatro Bellas Artes, La Feria de La Chinita 2017 y Fete de la Musique 2020.

### La Voz URBE
En el año 2014 y con tan solo 17 años participa en la Voz Universitaria en la Universidad Rafael Belloso Chacín resultando ganadora.

### Latin Vox Machine
Desde 2019 forma parte de la orquesta sinfónica Latin Vox Machine presentándose en diferentes escenarios como El Movistar Arena, Centro Cultural Kirchner, Teatro Ópera Orbis, Teatro de La Cova, Teatro del Globo, entre otros.
Interpretaciones en Latin Vox Machine:
- Navidad Sin Fronteras (2019)
- Concierto con los Refugiados (2020)
- El Principito Sinfónico (2021)

### La Voz Argentina
En 2020 decidió inscribirse en el casting virtual de La Voz Argentina, donde logró captar la atención del jurado compuesto por Ricardo Montaner, Lali Esposito, Soledad Pastorutti, y el dúo Mau y Ricky, haciendo que los tres primeros giraran la silla, para elegir trabajar junto a Montaner, lo cual la ayudó a pasar a la etapa final del programa.
Interpretaciones en La Voz Argentina:
Audición:
- «Natural Woman» Aretha Franklin  (26 de julio)

Las Batallas:
- «I'm Not the Only One» Sam Smith (2 de agosto)

Knockouts:
- «El amor después del amor» Fito Páez (15 de agosto)

Playoff:
- «Make You Feel My Love» Bod Dylan (19 de agosto)

Octavos de final:
- «What a Wonderful World» Louis Armstrong (24 de agosto)

Cuartos de final:
- «Será» Ricardo Montaner (29 de agosto)

Semifinal:
- «Mujer contra mujer» Mecano (1 de septiembre)

## Música y videoclips
- Extraño estar contigo (2020)
- START OVER (2021)
- Vengo (2021)[9]
- Soledad (2022)[10]
- Retroceder (2022)
- Ansiedad (2022)
- Tulipán (2022)
- Volver (2022)
- LA MALA (2023)